# Низкая посадка (мода)

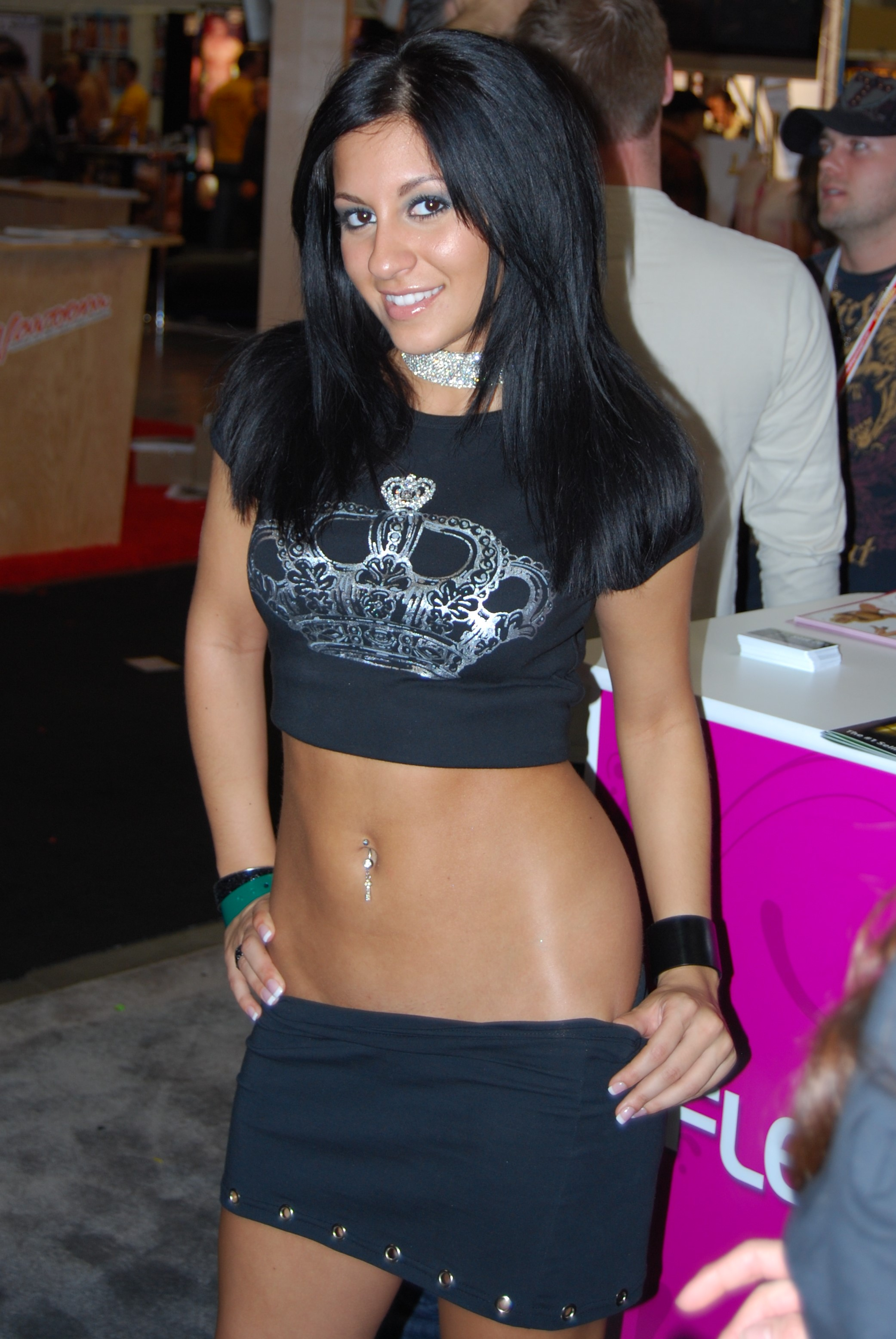
Порнозвезда Raven Riley в юбке с низкой посадкой

Низкая посадка — стиль одежды, предназначенный для того, чтобы она сидела низко или ниже бедер. Этот стиль также называют заниженной посадкой, низкой или заниженной талией и он может относиться к одежде, которую носят мужчины или женщины. Этот термин может применяться ко всем предметам одежды, которые покрывают область промежности того, кто ее носит, включая брюки, джинсы, шорты, юбки, трусы, бикини и колготки.

## Терминология
«Посадка» низа предмета одежды измеряется расстоянием между промежностью и линией талии или верхом этого предмета одежды и обычно составляет около 12 дюймов (30,4800000 см) на обычных брюках. Средняя высота в этом месте одежды с низкой посадкой составляет примерно 8 дюймов (20,3200000 см) а некоторые — всего от 3 до 4. Обычная низкая посадка высотой от 2 до 3 дюймов (5-8 см) ниже пупка. А «Супер» или «сверхнизкая» — высотой от 4 до 5 дюймов (10-13 см) ниже пупка.

## История
Мода на низкую посадку распространилась в начале 1990-х после выпуска в марте 1993 года британского журнала The Face, в котором Кейт Мосс была изображена в джинсах с низкой посадкой.
Производитель одежды Levi Strauss & Co. в декабре 2000 года представил джинсы с заниженной талией, верхняя часть которых была высотой около 3 дюймов (7,6 см) ниже пупка, с застежкой-молнией всего 31⁄4 дюйма (8,2550000 см) в длину. Спина также была низко обрезанной, но не настолько низко, чтобы открывать декольте сзади. Позже компания адаптировала этот стиль и к мужской одежде. Постепенно широкое распространение среди мужчин брюк с низкой посадкой привело к созданию купальных костюмов и трусов с низкой посадкой.
Эта тенденция стала настолько популярной, что в 2002 году в магазинах появилась кукла Барби в джинсах с заниженной талией под названием «Моя сцена».

## Индийская мода
Этот термин применяется к сари и гагра-чоли в Индии. Из-за миграции в разные страны многие индийские женщины стали носить обычное сари ниже талии, обнажая пупок, которое известно как сари с низкой посадкой. Этот тип сари носят так, что нижняя юбка завязывается на несколько дюймов ниже пупка и чуть выше лобковой области. Точно так же и лехенга- или гагра-чоли носят также с низкой посадкой. В коллекциях Недели моды дизайнера Маниша Мальхотры регулярно появляются гагры с низкой талией в сочетании с короткими чоли. Такой стиль ношения сари стал популярен благодаря женщинам-знаменитостям индустрии Болливуда и другим популярным региональным киноиндустриям, таким как тамильское кино и кино на телугу. Их в основном носят богатые, образованные женщины из высших слоев общества, считающие обнажение пупка модой. Однако иногда и в непрозрачном сари с невысокой посадкой пупок покрывается паллу.
Научная средняя школа Витрувио Поллионе, Авеццано в центральной Италии, попросила учеников перестать носить брюки с низкой посадкой, обнажающие пупок, нижнее бельё и т. д. Вдохновлённый решением Авеццано, директор средней школы Висконти в Риме Антонино Грассо предложил учащимся меньше показывать тело и предложил дебаты по этому вопросу. В интервью он отметил, что таким выбором одежды современные девушки разрушают загадку: «Сегодня мальчиков меньше занимает вид [девушки], потому что в демонстрации ног или плеч, поясницы и пупка более нет ничего особенного».
В некоторых корпорациях Индии сари необходимо носить элегантно, избегая обнажения пупка. Анита Гупта, старший вице-президент JWT Chennai, прокомментировала: «Официальная одежда для женщин определённо закрывает сари, не образуя глубоких вырезов и не бросая взгляд на пупок».

### Ограничение в странах
Одежда с низкой посадкой полностью запрещена в некоторых странах мира, включая Иран, Ливию, Алжир, Афганистан и Йемен.

## Низкая посадка

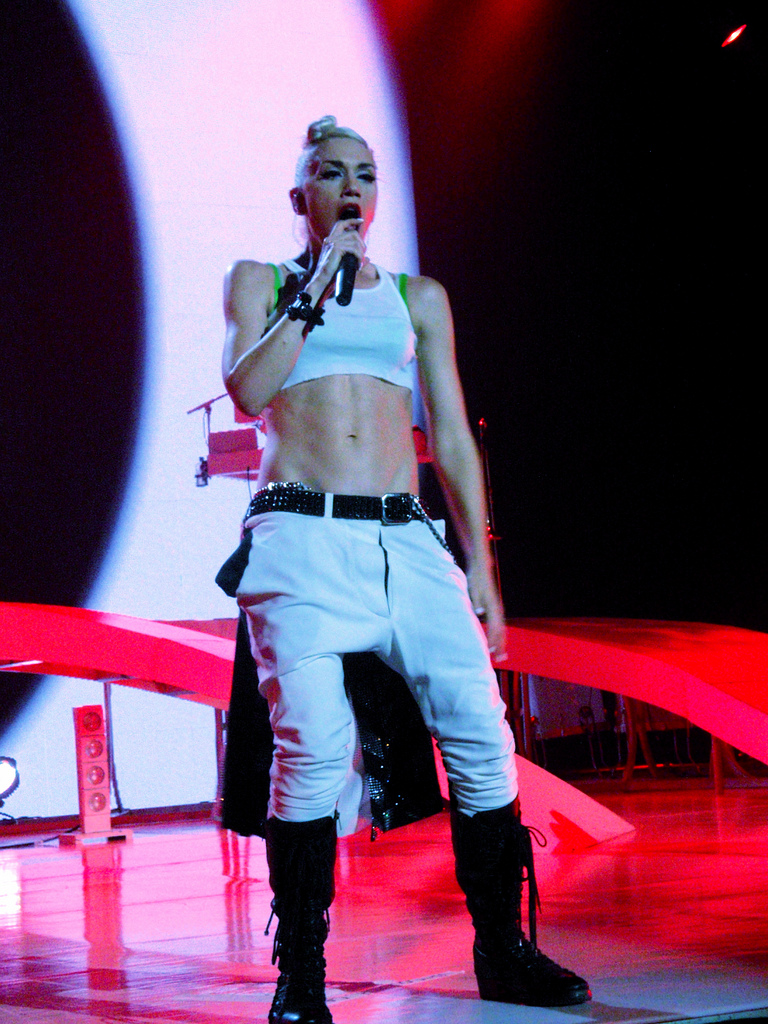
Певица Гвен Стефани в брюках с низкой посадкой
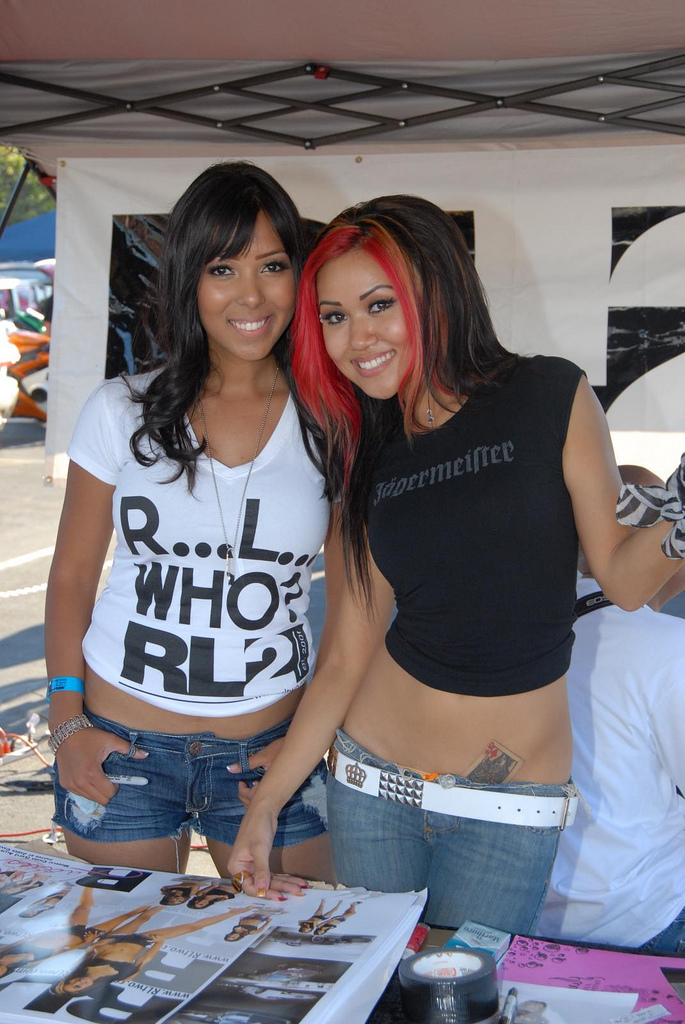
Джинсы с заниженной талией
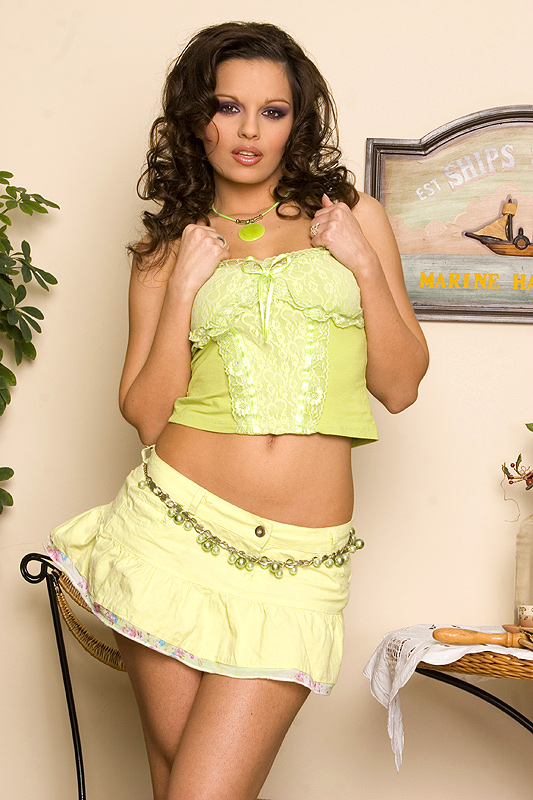
Порнозвезда Eve Angel в мини-юбке с низкой посадкой
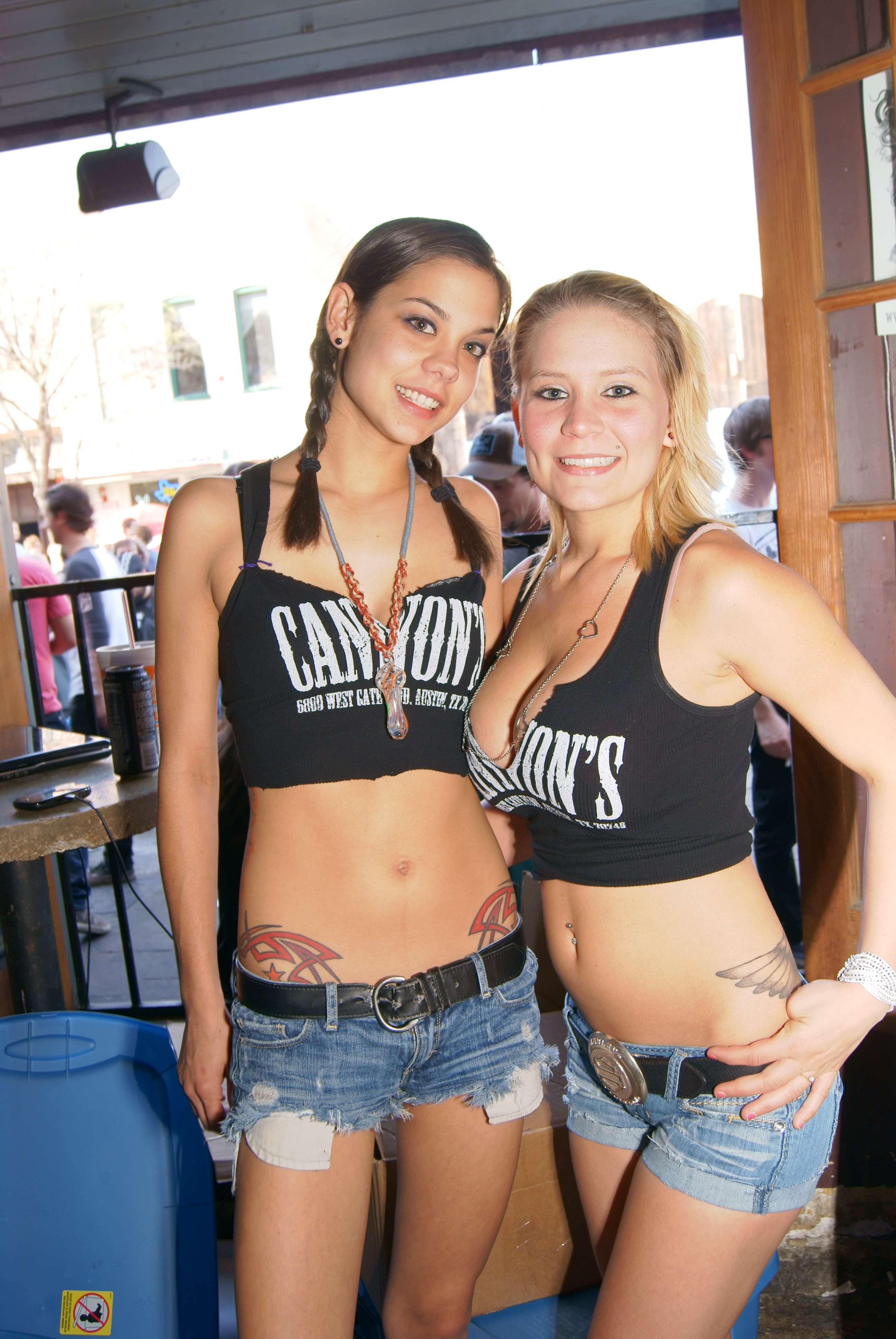
Джинсовые шорты с заниженной талией
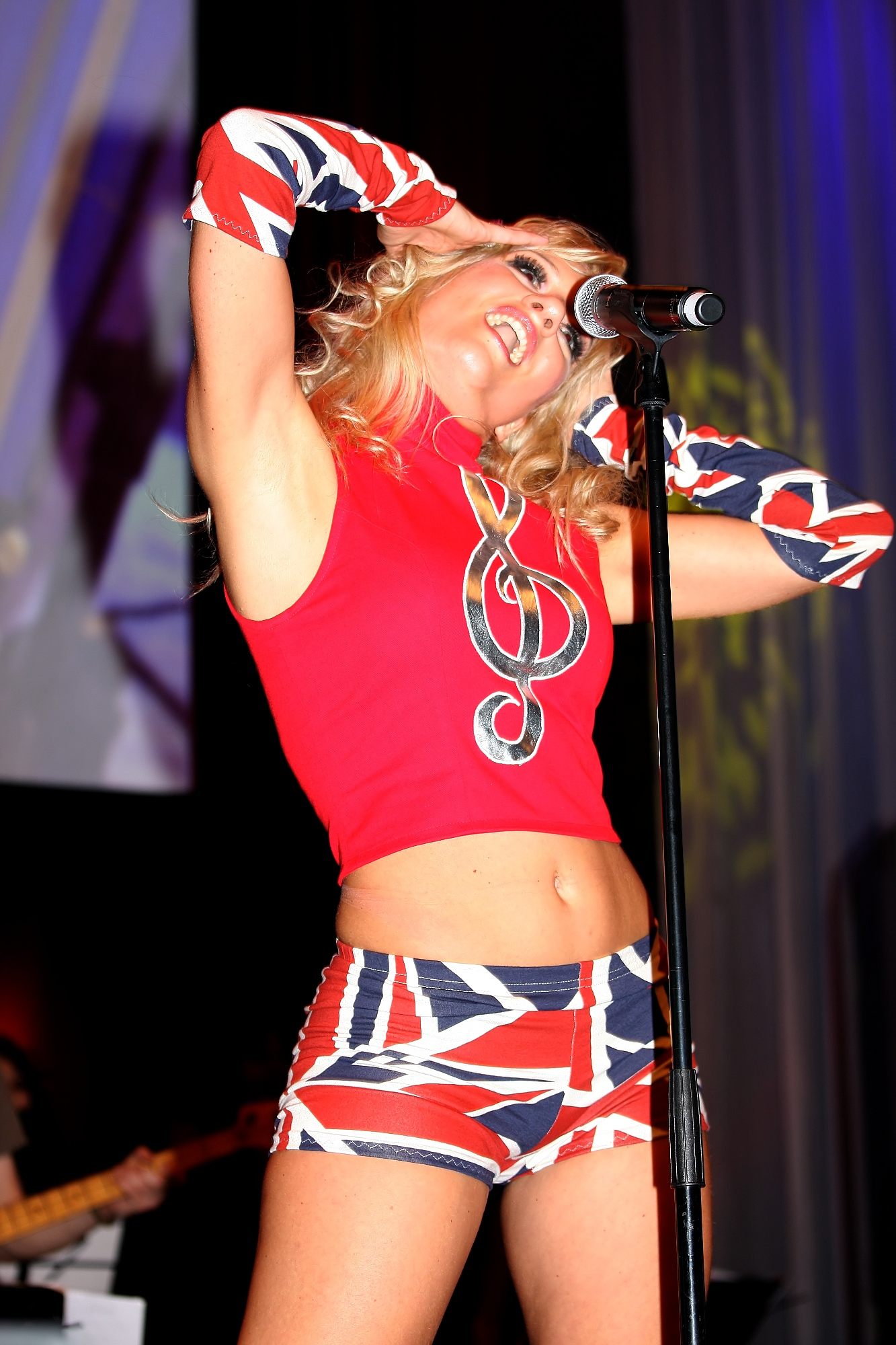
Певица Джульетта Шоппманн в беговых шортах с низкой посадкой
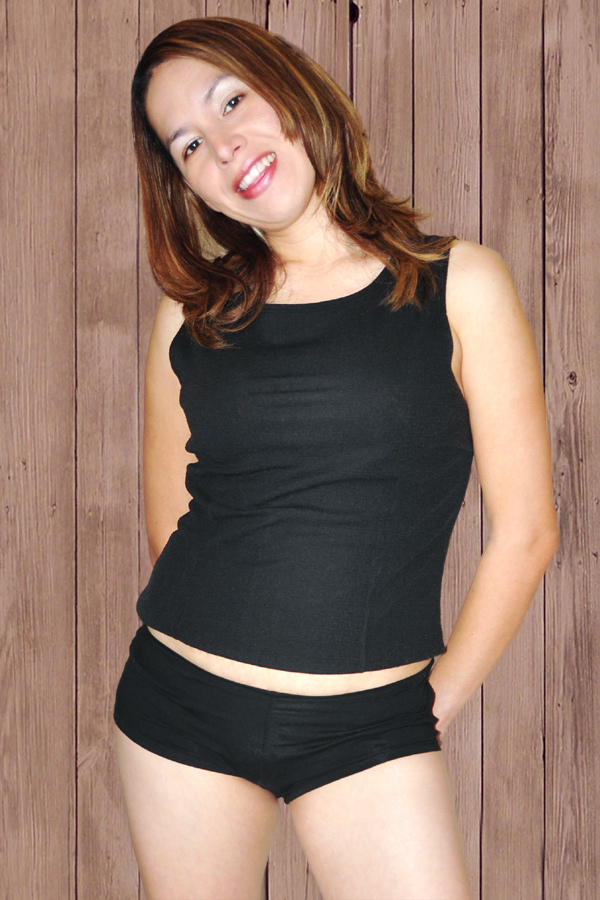
Шорты с низкой посадкой
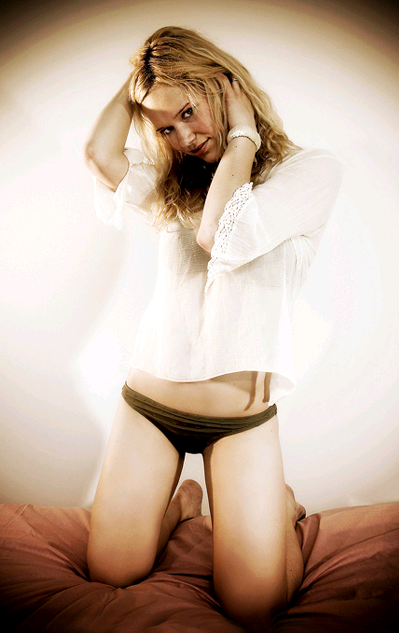
Трусы с низкой посадкой
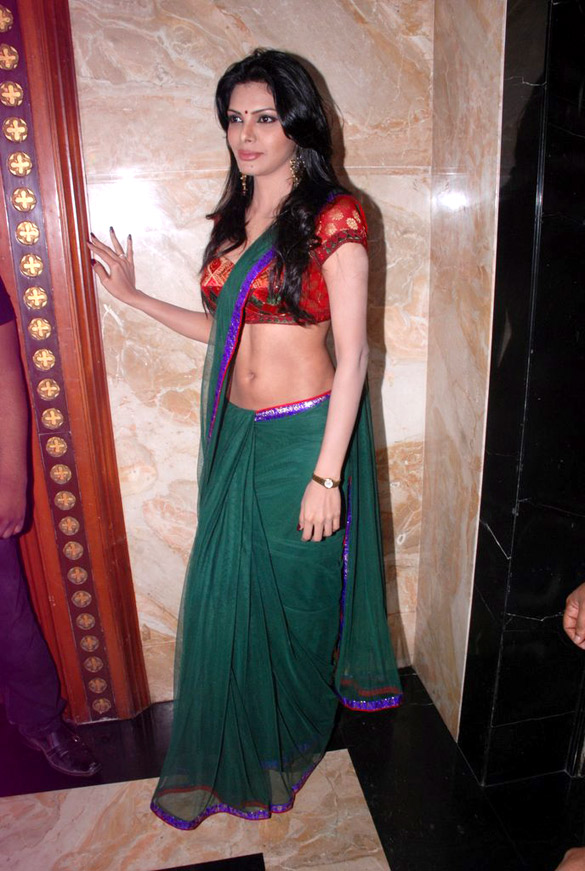
Сари с низкой посадкой
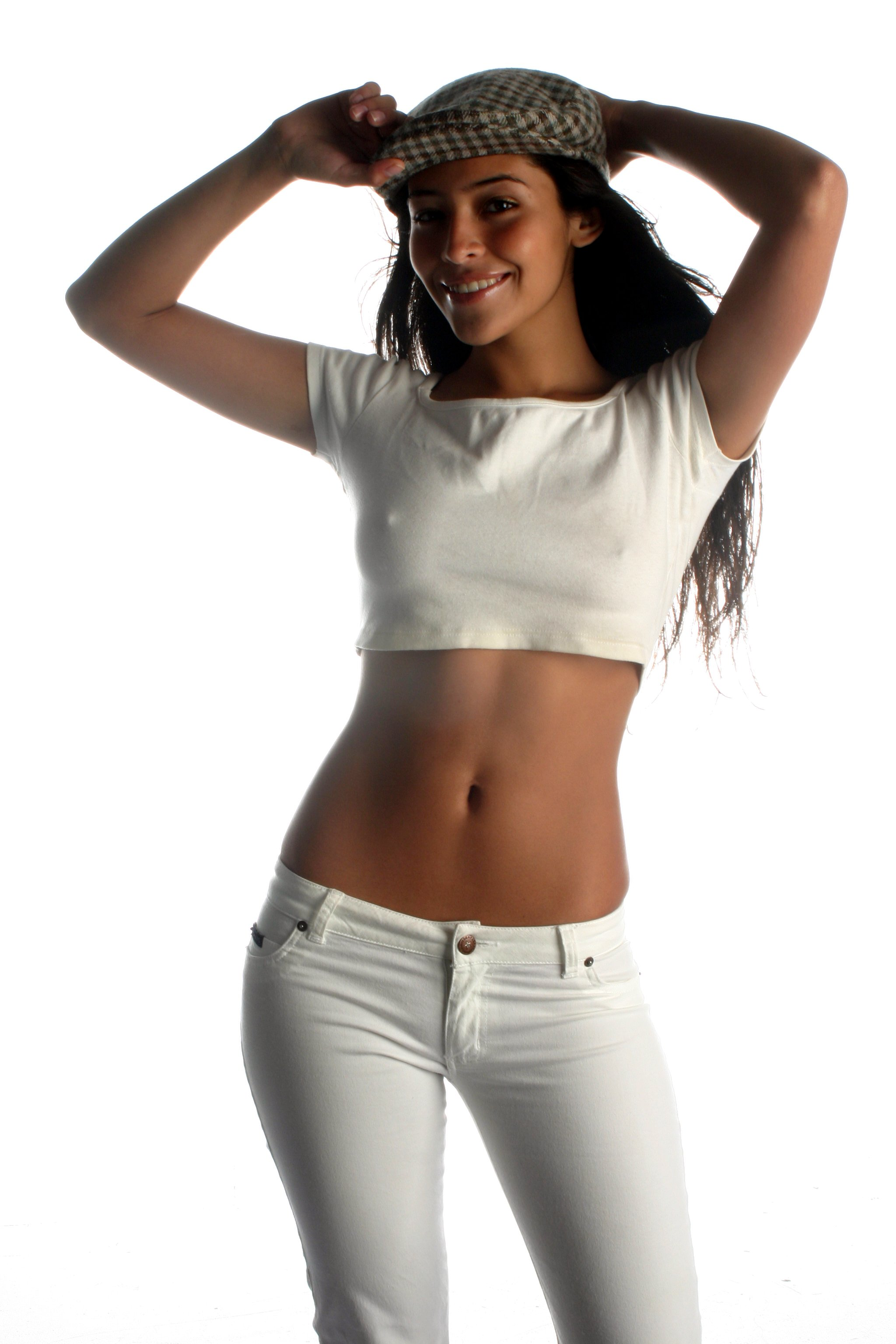
Джинсы с заниженной талией в сочетании с укороченным топом

### Мужчины

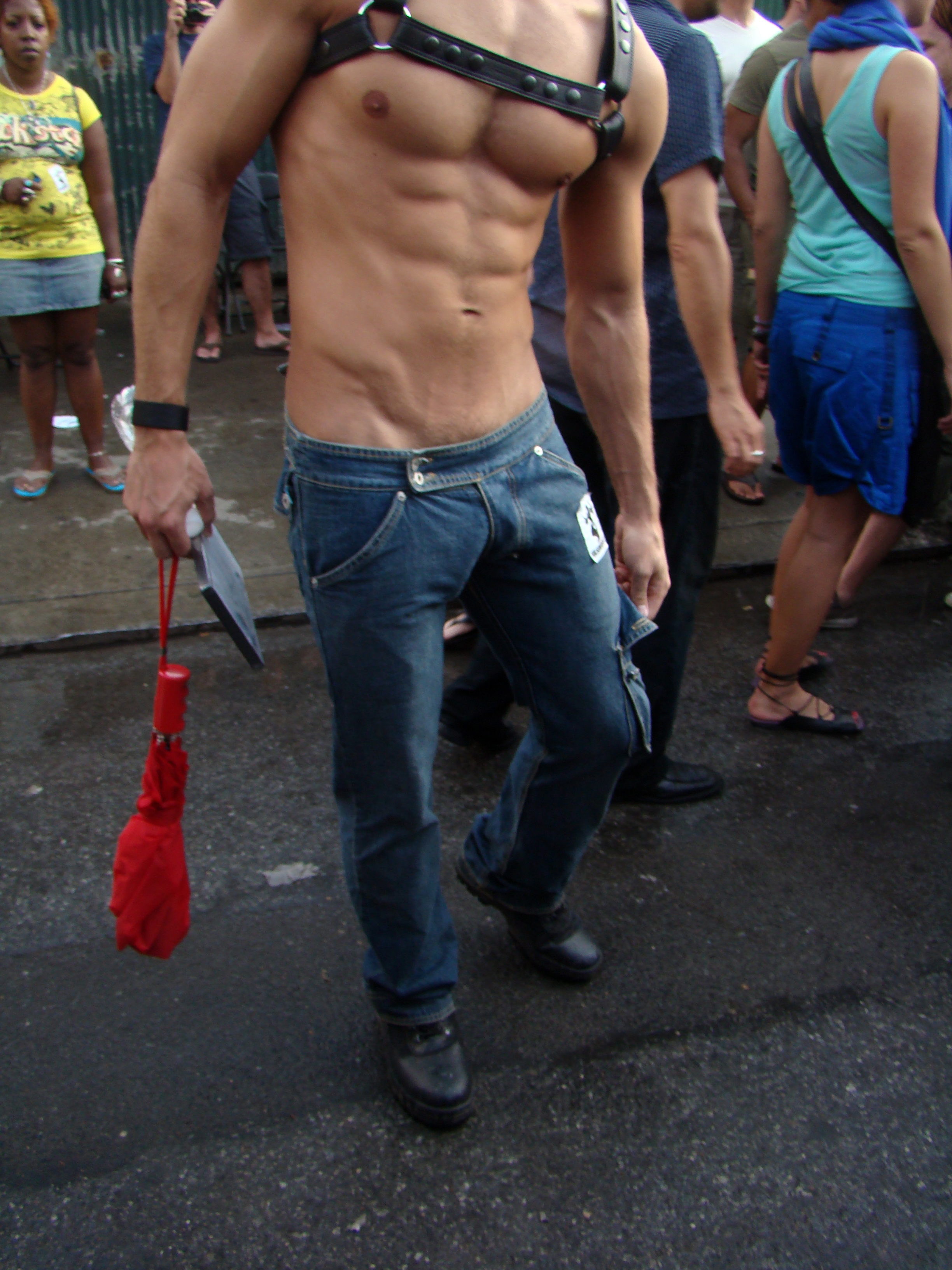
Джинсы с заниженной талией
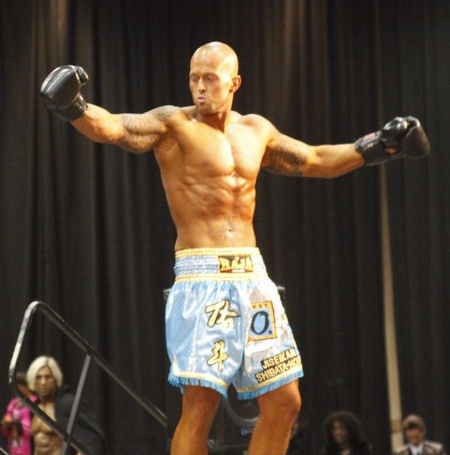
Борец Джон Куинлан в боксерских шортах с низкой посадкой
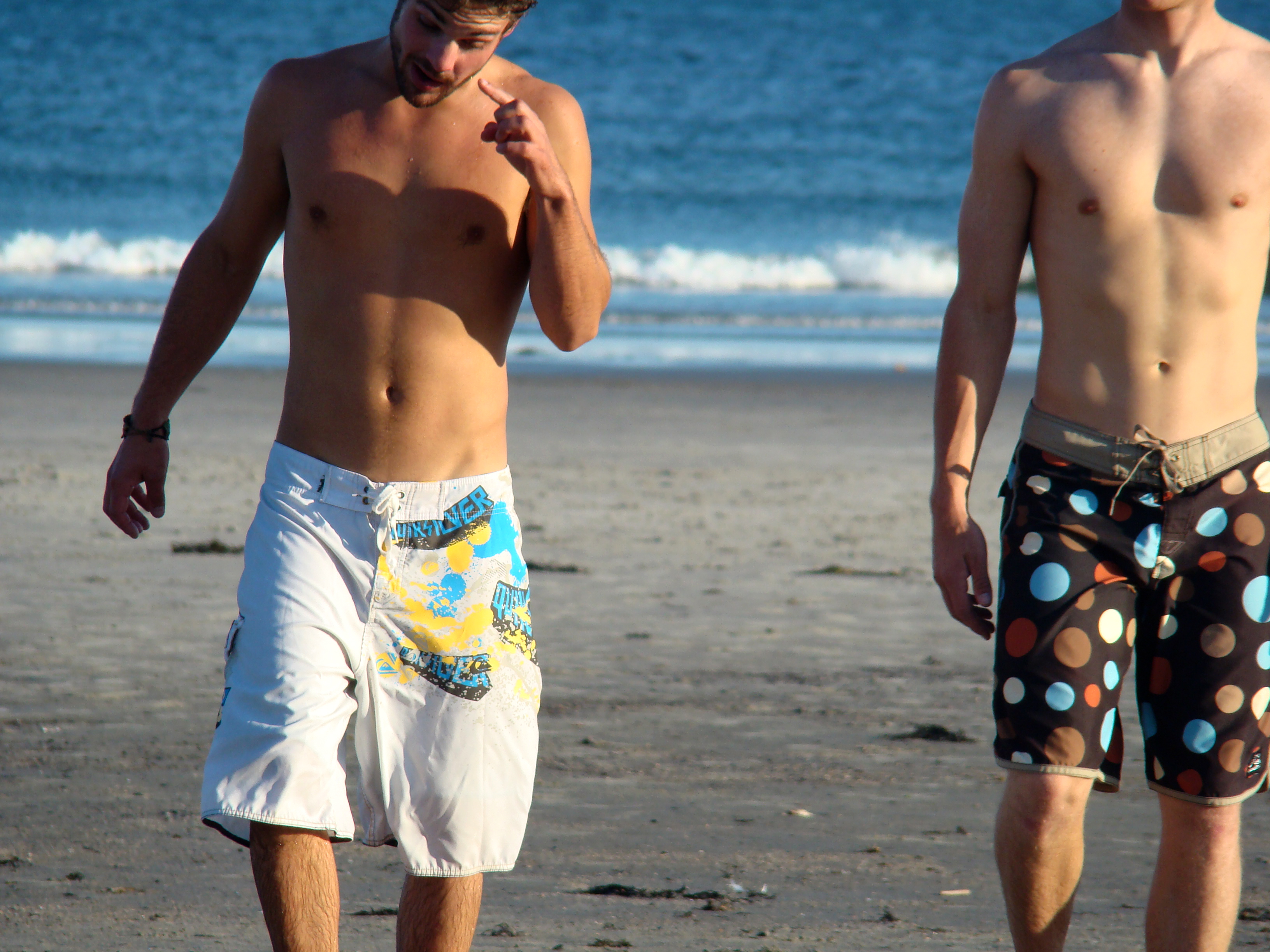
Бордшорты с низкой посадкой
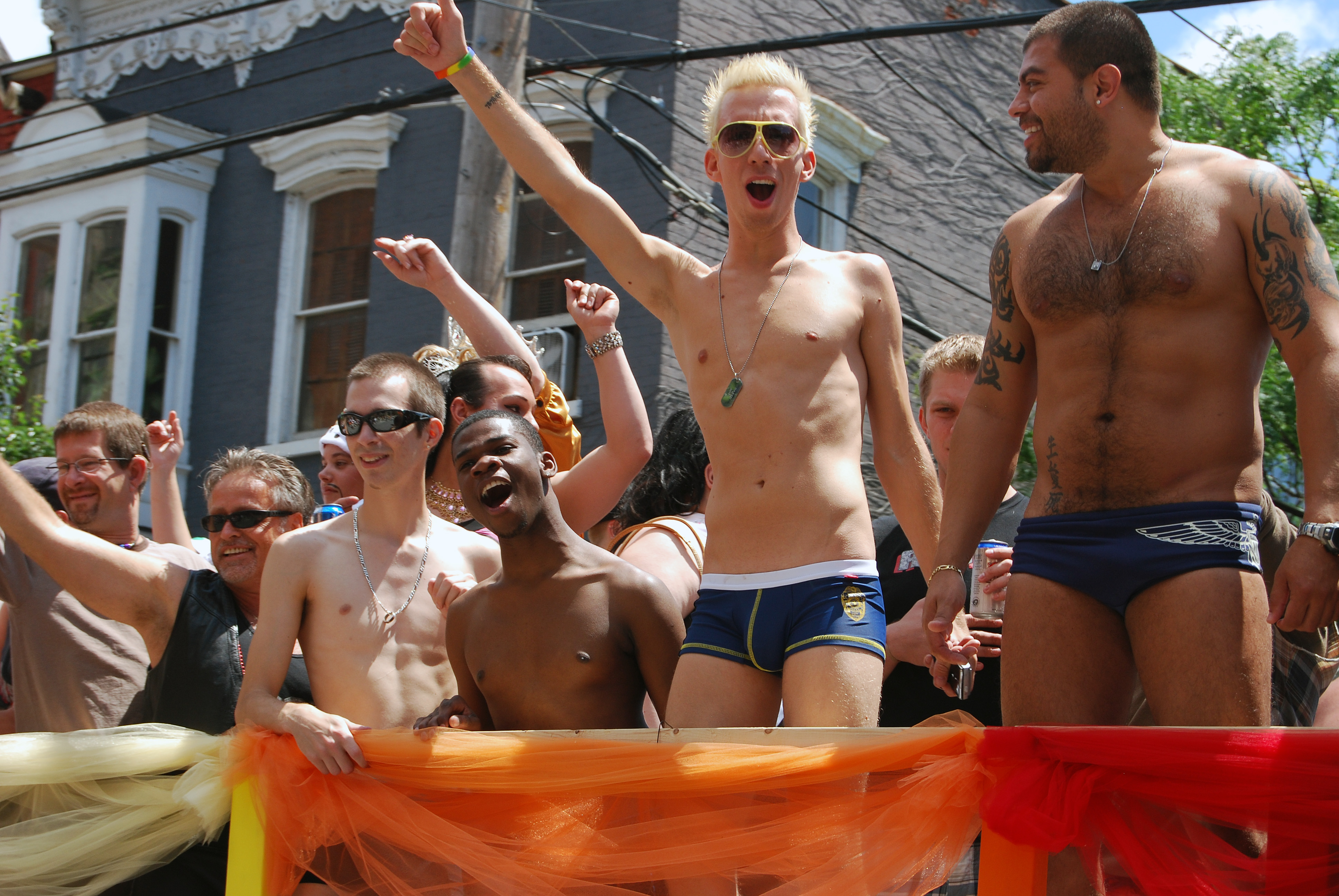
Трусы с низкой посадкой
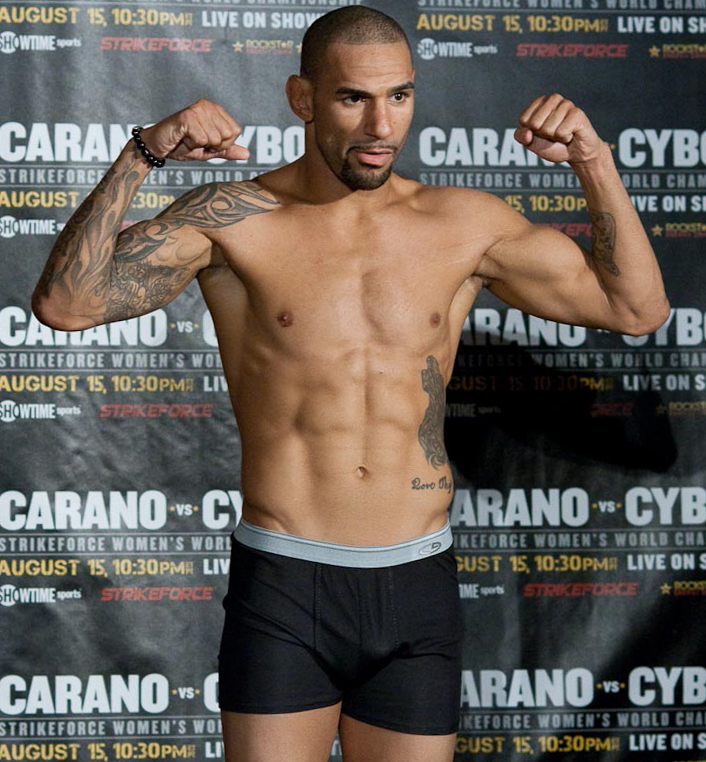
Боец боевых искусств Джей Хиерон в боксерах с низкой посадкой
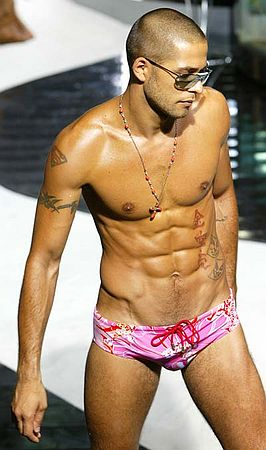
Плавки с низкой посадкой